# Brawn GP
Brawn GP — колишня британська команда і конструктор Формули-1, що брала участь в сезоні Формули-1 2009 року з пілотами Дженсоном Баттоном та Рубенсом Барікелло. Створена 6 березня 2009 після того, як це підтвердив Росс Брон, колишній бос команди Honda Racing, який купив команду за символічну ціну в 1 долар США у Honda у зв'язку з відходом компанії з чемпіонату в грудні 2008.
Команда почала розробку свого автомобіля на початку 2008 року, коли ще належала Honda. На сезон 2009 року Honda забезпечила бюджет у 100 мільйонів доларів, тоді як Mercedes надав двигуни в рамках клієнтської угоди.
В свій гоночний дебют, відкриття сезону 2009 Гран-прі Австралії, команда завоювала перших дві позиції в кваліфікації і фінішував першим і другим в гонці. Дженсон Баттон виграв шість з перших семи гонок сезону і 18 жовтня на Гран-прі Бразилії, він забезпечив чемпіонство 2009, і команда також виграла Кубок Конструкторів. Рубенс Баррікелло виграв двічі і посів третє місце в чемпіонаті. Команда виграла вісім з сімнадцяти гонок сезону, і, вигравши обидва титули в своєму єдиному році існування.
16 листопада 2009 компанія Mercedes оголосила про покупку 75,1 % акцій команди Brawn GP. В сезоні 2010 року команда перетворена в заводську команду Mercedes-Benz. Гонщиками Mercedes GP стали Міхаель Шумахер і Ніко Росберг.

## Початок
Команда вперше представила свою машину на трасі Сільверстоун (Велика Британія) 6 березня 2009 і 9 березня привезла свої боліди на офіційні тести на трасу Каталунья в Барселону, (Іспанія). У перший день тестів Дженсон Баттон показав 4-й час у підсумковій таблиці, що викликало підвищений інтерес до команди з боку вболівальників і журналістів. За підсумками другого дня Рубенс Баррікелло зайняв 3-е місце. Першу сходинку за підсумками третього дня зайняв Дженсон Баттон, а на четвертий, заключний день іспанських тестів Баррікелло встановив новий рекорд траси, що шокувало таких грандів Формули-1, як Ferrari і McLaren. За словами Феліпе Масса, він не зміг би тоді проїхати коло з тим же часом в кваліфікаційному режимі, що і Баррікелло.

### Сезон 2009

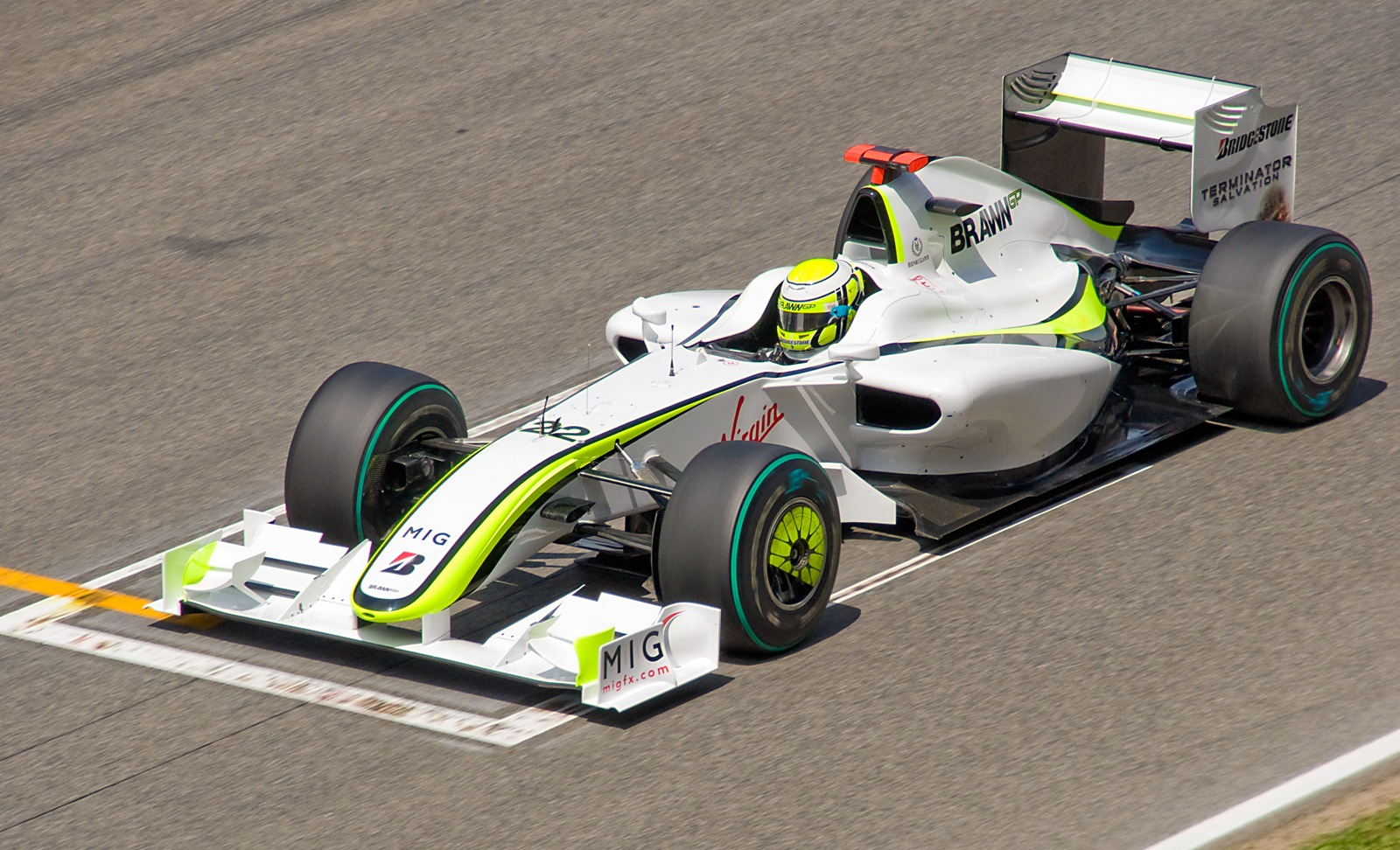
Дженсон Баттон на шляху до перемоги на Гран-прі Іспанії 2009 року.

За підсумками першої для команди кваліфікації (Австралія-2009, Альберт-Парк) пілоти Brawn GP сенсаційно зайняли перший ряд стартової решітки: поул-позицію завоював Дженсон Баттон, другим став Баррікелло, третім Себастьян Феттель на боліді команди Red Bull. Підсумки першого Гран-прі виявилися не менш сенсаційними: команда в дебютній гонці розташувалася на двох найвищих місцях п'єдесталу.
Дженсон Баттон виграв дощову скорочену гонку Гран-прі Малайзії стартувавши з поула і взявши швидке коло. З перемогою в Малайзії, команда Brawn GP стала першим новим конструктором, що виграв перші дві гонки з часів Alfa Romeo, які здобули перемоги в перших двох гонках Формули-1 на Гран-прі Великої Британії та Монако.
В 2009 Гран-прі Китаю Баррікелло кваліфікувався перед Баттоном в перший раз в цьому сезоні, але в дощ Дженсон Баттон закінчив третій, а Рубенс Баррікелло 4-го позаду Red Bull Себастьяна Феттеля і Марка Веббера.
Баттон знову переміг на Гран-прі Бахрейну стартувавши з четвертого місця, а Баррікелло стартувавши п'ятим закінчив гонку шостим. Баттон проїхав більшу частину гонки без болідів попереду і зберіг лідерство після того як Toyota відправилась на піт-стоп. Це був перший раз, коли вони були повільніше в кваліфікації, і це було зв'язано з відсутністю розвитку боліда.
В 2009 Гран-прі Іспанії, Brawn досягли своєї другої подвійної перемоги в сезоні. Четверта перемога Brawn дозволила обійти Honda в списку перемог за весь час.
На Гран-прі Монако такі ж кваліфікаційні результати, як в Іспанії були досягнуті за допомогою Баттона на поулі. Баттон допоміг Баррікелло, який обігнав Кімі Ряйкконен в першому повороті, фінішували в гонці перші два місця за гонщиками Brawn, третє місце зайняв Кімі Ряйкконен на боліді Ferrari. Баттон разом з Баррікелло здобув для Brawn третій фініш на 1-2 місці і свій перший хет-трик перемог.

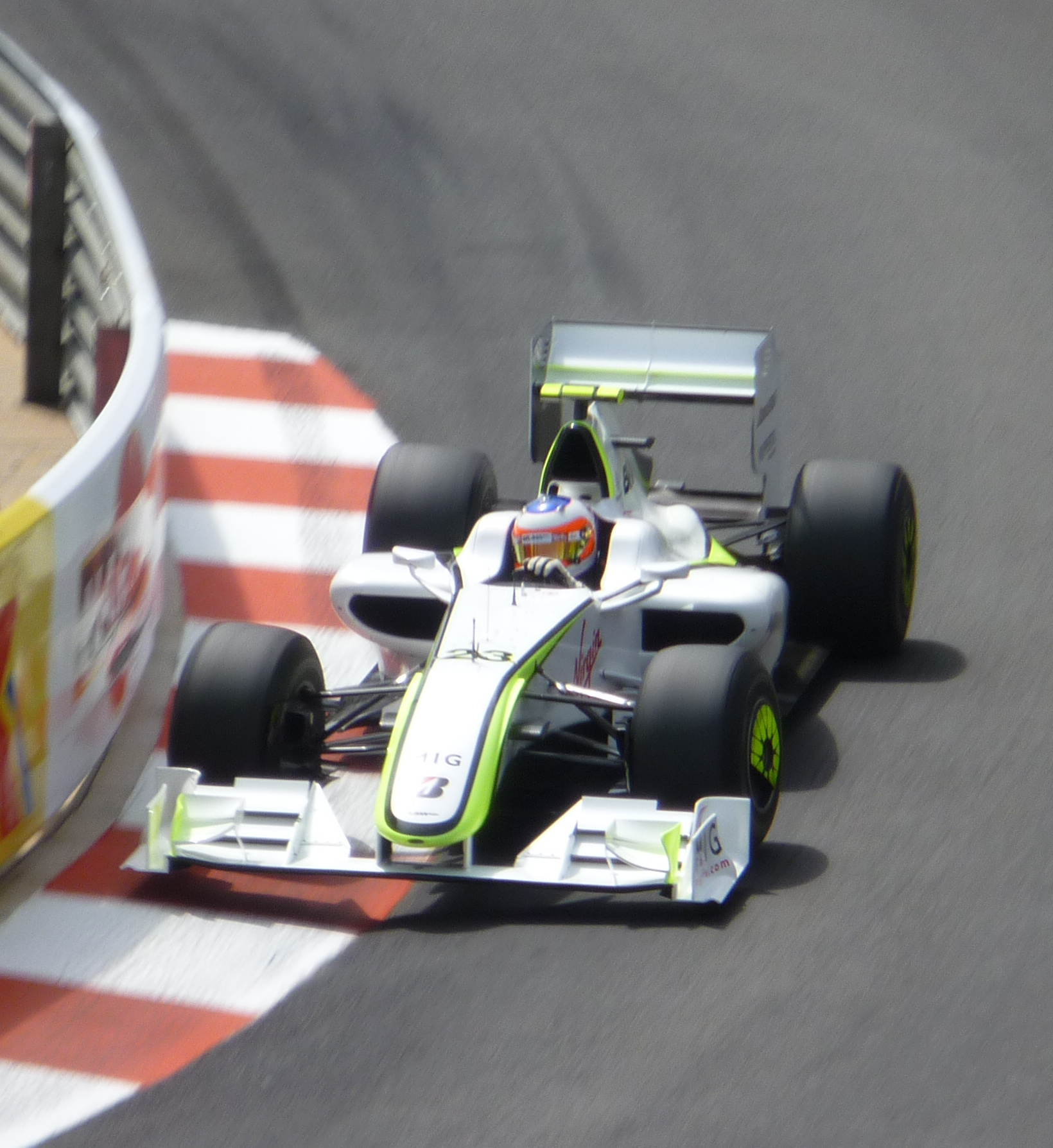
Рубенс Баррікелло в Монако.

На сьомому етапі сезону, що проходив на стамбульській трасі Гран-прі Туреччина, глядачі вперше стали свідками сходження одного з болідів команди з дистанції. На 47 колі відмовила коробка передач на боліді Рубенса Баррікелло. Перемогу в гонці, вже шосту в сезоні, здобув Дженсон Баттон. На першому колі він зумів обійти володаря поул-позиції Себастьяна Феттеля.
На Гран-прі Великої Британії намітився спад в результатах команди. Сталося це з кількох причин. Стало очевидно, що суперники продовжували інтенсивно працювати над модернізацією своїх болідів. До того ж швидкісні повороти разом з прохолодною погодою набагато більше підходили конкурентам з команди Red Bull Racing. Серйозно додали McLaren і Ferrari. У підсумку за три етапи гонщики Brawn лише одного разу побували на подіумі, заробивши при цьому 18 очок.

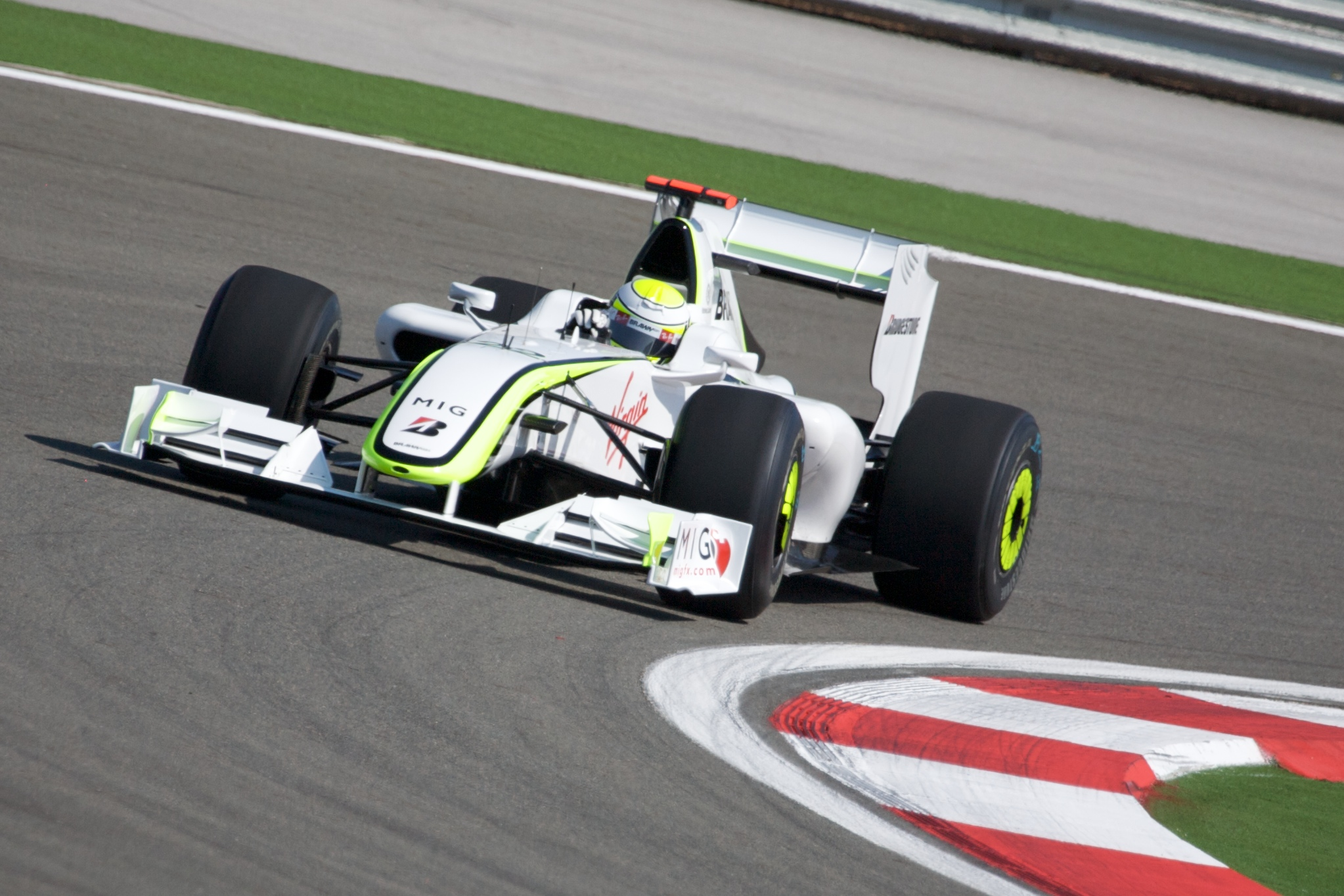
Баттон на Гран-прі Туреччини 2009 року.

На Гран-прі Німеччини команда спіткала та ж доля, як і у Великій Британії, як обидва гонщики страждали від температури шин. Але команда зуміла налаштувати болід і гонщики кваліфікувалися за Марком Веббером на другому і третьому місці відповідно. Незважаючи на старт з першого ряду, Баррікелло фінішував шостим, несправнійсть паливної системи зруйнувало йому гонку. Баттон провів гонку на нижчих позиція, більшу дистанцію гонки він провів позаду Ковалайнена, але в кінці гонки йому вдалося обігнати Баррікелло, і він посів п'яте місце після того як команда змінила тактику піт-стоп, щоб наблизити його до суперників Веббера і Феттеля, які фінішували першим і другим відповідно.
На Гран-прі Угорщини Brawn зіткнулися з проблемами, показавши найгірший кваліфікаційний результат для команди, Баттон стартував восьмим а Баррікелло тринадцятим. Причиною стало те що Баррікелло була зломана частина задньої підвіски в результаті чого з його машини вилетіла пружина і зачепила шолом Феліпе Масси з Ferrari, що спричинило серйозні травм голови бразильця. Болід Баттона також досить багато часу простояв в боксах в третьому сегменті кваліфікації, для того щоб перевірити чи всі системи в нормі, і в підсумку Баттон показав кваліфікаційний час з більшою кількістю палива ніж планувалось. Хоча в гонці гонщики Brawn показали досить високий темп, Баттон був найшвидшим гонщиком в пелетоні коли температура треку досягла 40°C. Баттону вдалося обігнати Ярно Труллі задопомогою кращої тактики піт-стопів, в результаті Баттон приїхав сьомим, а Баррікелло десятим.
На Гран-прі Європи Рубенс Баррікелло відмінно провів гонку і за рахунок тактики пізніх піт-стопів зумів перетнути фінішну межу першим, завоювавши свою першу в сезоні і десяту в кар'єрі перемогу. Дженсон Баттон фінішував сьомим.
На Гран-прі Бельгії знову стало ясно, що на швидкісних трасах боліди Brawn програють у швидкості своїм найближчим конкурентам. Як наслідок, пілоти показували слабкі результати під час п'ятничної і суботньої практики. І хоча Рубенсу Баррікелло вдалося в кваліфікації завоювати 4-е місце на стартовому полі, в гонці це дивідендів не принесло. Баррікелло невдало стартував, зіткнувшись з проблемами в коробці передач, і в підсумку фінішував 7-м. Дженсон Баттон, показавши 14-ий кваліфікаційний результат, вперше в сезоні 2009 року не пройшов у фінал кваліфікації, завершивши тим самим серію з 11-ти гонок зі стартом з першої десятки. На першому колі Гран-прі він потрапив в аварію і змушений був зійти з дистанції гонки.
На Гран-прі Італії Рубенс Баррікелло здобув другу перемогу за три останніх Гран-прі, скоротивши відставання від Баттона до 14-ти очок в особистому заліку. Ця перемога стала третьою за рахунком на трасі Монца в кар'єрі Рубенса, а також першим дублем Brawn в якому Баррікелло виграв гонку.
На Гран-прі Сінгапуру, обидва гонщики не зуміли пробитися в третю сесію кваліфікації. Гонку Баттон завершив на пятому місці, а за ним зразу його напарник по команді.
На Гран-прі Японії в Brawn була можливість виграти достроково Кубок конструкторів, проте гонщики стартували шостим і десятим. Обидва гонщика були досить успішними гонці, в результаті, закінчили гонку сьомим і восьмим. Brawn лишилося тільки на пів-очка від перемоги в Кубку конструкторів. Після гонки, гонки стюарди оголосили, що вони розслідують інцидент Ніко Росберга за перевищення швидкості в умовах машини безпеки. Типовий штраф в 25-секундний штраф дав би змогу піднятися на одне місце і в кінцевому виграти кубок, проте Росберга уникнув покарання за інцидент.
Дженсон Баттон на Гран-прі Бразилії завоював чемпіонський титул, посівши 5-е місце, а Баррікелло посівши 8-е місце, здобув для Brawn Кубок конструкторів. Гран-прі Абу-Дабі, фінальну гонку сезону, вони закінчили 3-4, Баттон став чемпіоном світу, Баррікелло третім в чемпіонаті. Команда також виграла Laureus World Sports Award 2010 року в номінації Команда року за успішний результат в Формулі-1.

### Продаж компаніїMercedes
16 листопада 2009 року було офіційно оголошено про те, що Daimler AG разом з Aabar Investments придбала 75,1% акцій компанії Brawn GP (Daimler AG — 45,1%, Aabar — 30%). Звіти повідомляли, що було виплачено 110 млн. фунтів стерлінгів за 75,1%. Назва команди була змінена на Mercedes GP у 2010 році. Решта 24,9% акцій віддійшли Россу Брону у партнерстві з Ніком Фраєм. Команда продовжила використовувати базу Brawn GP в Бреклі для своїх операцій, і Росс Брон залишився в якості технічного директора команди до кінця сезону Формули-1 2013 року.

## Результати виступів в Формулі-1
| Приклад      | Опис                                                              |
| ------------ | ----------------------------------------------------------------- |
| 1            | Переможець                                                        |
| 2            | Друге місце                                                       |
| 3            | Третє місце                                                       |
| 5            | Фінішував у очковій зоні                                          |
| 12           | Фінішував поза очковою зоною                                      |
| НКЛ          | Фінішував, але не класифікований                                  |
| Схід         | Не фінішував і не класифікований                                  |
| НКВ          | Не кваліфікований                                                 |
| НПКВ         | Не передкваліфікований                                            |
| ДСК          | Дискваліфікований                                                 |
| ТТР          | Брав участь тільки в тренуваннях                                  |
| тест         | Тестер по п'ятницях (з 2003 року)                                 |
| НС           | Брав участь у Гран-прі як бойовий пілот, але не стартував у гонці |
| Т            | Травмований чи хворий                                             |
| Викл         | Виключений із протоколу                                           |
| Від          | Відмова від участі                                                |
| НТР          | Не брав участі в тренуваннях                                      |
| НПР          | Не прибув на Гран-прі                                             |
| С            | Гонка скасована                                                   |
|              | Не брав участі                                                    |
| Жирний шрифт | Поул-позиція                                                      |
| Курсив       | Швидке коло                                                       |

| Рік      | Шасі    | Двигун                  | Шини | Пілот             | 1   | 2   | 3   | 4   | 5   | 6   | 7    | 8   | 9   | 10  | 11  | 12   | 13  | 14  | 15  | 16  | 17  | Очки | Місце |
| -------- | ------- | ----------------------- | ---- | ----------------- | --- | --- | --- | --- | --- | --- | ---- | --- | --- | --- | --- | ---- | --- | --- | --- | --- | --- | ---- | ----- |
| 2009     | BGP 001 | Mercedes FO 108W 2.4 V8 | B    |                   | АВС | МАЛ | КИТ | БАХ | ІСП | МОН | ТУР  | ВЕЛ | НІМ | УГО | ЄВР | БЕЛ  | ІТА | СІН | ЯПО | БРА | АБУ | 172  | 1     |
| 2009     | BGP 001 | Mercedes FO 108W 2.4 V8 | B    | Дженсон Баттон    | 1   | 1‡  | 3   | 1   | 1   | 1   | 1    | 6   | 5   | 7   | 7   | Схід | 2   | 5   | 8   | 5   | 3   | 172  | 1     |
| 2009     | BGP 001 | Mercedes FO 108W 2.4 V8 | B    | Рубенс Баррікелло | 2   | 5‡  | 4   | 5   | 2   | 2   | Схід | 3   | 6   | 10  | 1   | 7    | 1   | 6   | 7   | 8   | 4   | 172  | 1     |
| Джерело: |         |                         |      |                   |     |     |     |     |     |     |      |     |     |     |     |      |     |     |     |     |     |      |       |

- ‡ – Зараховано половину очок через те, що перегони склали менше 75 % запланованої дистанції.